# Dubsmash
Dubsmash fue una aplicación de mensajes en video para Android y para iOS. El servicio consiste en hacer playback de una cita popular, musical o de humor de forma que puede ser escogida y después realizada o parodiada en la grabación de video.
La app Dubsmash fue fundada por Jonas Drüppel, Roland Grenke y Daniel Taschi, y lanzada oficialmente el 19 de noviembre de 2014. El 1 de febrero de 2015 fue descargada entre 10 y 15 millones, cuyo país con mayor actividad en Latinoamérica fue Argentina.
El funcionamiento de la aplicación es muy sencillo. Simplemente tenemos que seleccionar un audio que queramos usar para el playback, y después grabarnos intentando sincronizar nuestros movimientos con dicho audio. 
El vídeo-selfie playback es la última moda, y está penetrando mucho entre el público más joven principalmente, por lo fácil que es crear tus propios vídeos y compartirlos con los demás.
Para añadir nuevos audios a la base de datos de la aplicación, es necesario hacerlo desde la página web oficial de la aplicación (no se pueden subir desde la app móvil).
En de febrero de 2019, Dubsmash junto con otras aplicaciones y webs como Fotolog y 500px fueron víctimas de un hackeo masivo, donde la información de más de 162 millones de usuarios fue filtrada y vendida en la internet oscura por un hacker desconocido.
En diciembre de 2020, Reddit anunció la adquisición de la aplicación y la integración de todas las herramientas de Dubsmash dentro de la plataforma para competir directamente con TikTok.
Desafortunadamente, debido al gran crecimiento de su competencia y al poco interés de los usuarios, Reddit anunció en noviembre de 2021 el cierre de la aplicación para el 22 de febrero de 2022 y su remoción completa de la App Store y Google Play.
Todos los datos de la aplicación tales como vídeos y publicaciones serán inaccesibles para los usuarios después del cierre, a no ser que se hayan descargado previamente.
Después de la fecha del cierre, el sitio web dubsmash.com redirigirá a Reddit, quienes también crearon un subreddit dedicado a la aplicación.
- Snapchat
- Vine
- TikTok
- Musically